# Рабинович, Розалия Моисеевна
Розалия Моисеевна Рабинович (1895, Киев — 1988, Москва) — советский живописец, график, сценограф, художник декоративно-прикладного искусства. Член и экспонент Общества художников-общественников (1928—1930). Произведения Розалии Рабинович находятся в Государственной Третьяковской галерее, ГМИИ им. А. С. Пушкина, Государственном центральном театральном музее им. А. А. Бахрушина, Каракалпакском государственном музее искусств им. И. В. Савицкого в Нукусе. Автор сценографии ряда спектаклей в Государственном центральном театре юного зрителя (1939).

## Биография
Рабинович в семье художника Моисея Рабиновича, была одна из девяти детей. С 1912 по 1916 год училась в Киевской рисовальной школе в классе А. Мурашко. С 1918 по 1919 год училась в студии декоративного искусства у А. Экстер. Впоследствии входила в группу ХЛАМ.
В 1919 году переехала в Москву, где училась в ГВХМ у А. Осмеркина и Д. Щербиновского. А затем с 1920 по 1925 год училась во ВХУТЕМАСе в мастерской Р. Фалька. Мастерскую окончила художником первой степени по классу живописи.
С 1928 года вступила в объединение РОСТА. С 1929 года работала на фабрике ручной росписи тканей. С 1933 преподавала в Центральном доме художественного воспитания детей им. А. С. Бубнова на секторе театрального оформления.
С 1950-х годов работала в московских Доме пионеров и Доме архитектора.
Скончалась в 1988 году в Москве. Похоронена  в Москве, на Армянском кладбище  , участок 1 в родственной могиле, рядом  с братом  Рабинович И.М.

## Выставки
- Выставка общества Московских живописцев (1925),
- Выставка общества РОСТ (1928);
- ОХО (1928-29);
- Персональная выставка в Москве (1963);
- Драматургия А. Н. Островского на сценах театров в Москве (1973-74)
- Персональная выставка Доме-музее П. И. Чайковского в Клину (1977);
- Ретроспективная выставка в Харькове (1992);
- Ретроспективная выставка в Киеве (2006).